# Liste der denkmalgeschützten Objekte in Gumpoldskirchen
Die Liste der denkmalgeschützten Objekte in Gumpoldskirchen enthält die 45 denkmalgeschützten, unbeweglichen Objekte der niederösterreichischen Marktgemeinde Gumpoldskirchen im Bezirk Mödling.

## Denkmäler
| Foto |                 | Denkmal                                                                                           | Standort | Beschreibung | Metadaten |
| ---- | --------------- | ------------------------------------------------------------------------------------------------- | --- | --- | --- |
| ja   | Datei hochladen | Bildstock, sog. Wid(d)er-Kreuz HERIS-ID: 104412 Objekt-ID: 121206                                 | Badenerstraße Standort KG: Gumpoldskirchen | Tabernakelbildstock mit Inschrift und Jahreszahl 1690, restauriert 1820 | BDA-Hist.: Q37800246 Status: § 2a Stand der BDA-Liste: 2025-06-30 Name: Bildstock, sog. Wid(d)er-Kreuz GstNr.: 1278/2 |
| ja   | Datei hochladen | Unterer Melkerhof HERIS-ID: 33993 Objekt-ID: 31849                                                | Badenerstraße 12 Standort KG: Gumpoldskirchen | Zweigeschoßiger späthistoristischer Bau aus dem späten 19. Jahrhundert | BDA-Hist.: Q37955395 Status: Bescheid Stand der BDA-Liste: 2025-06-30 Name: Unterer Melkerhof GstNr.: .180 |
| ja   | Datei hochladen | Figurenbildstock hl. Urban HERIS-ID: 91738 Objekt-ID: 106582                                      | gegenüber Badenerstraße 13 Standort KG: Gumpoldskirchen | | BDA-Hist.: Q37756324 Status: § 2a Stand der BDA-Liste: 2025-06-30 Name: Figurenbildstock hl. Urban GstNr.: 894/3 |
| ja   | Datei hochladen | Bildstock HERIS-ID: 104419 Objekt-ID: 121213                                                      | Badenerstraße 31, gegenüber Standort KG: Gumpoldskirchen | Der Bildstock mit Quaderaufsatz und erneuertem Kreuz stammt aus der zweiten Hälfte des 17. Jahrhunderts. | BDA-Hist.: Q37800268 Status: § 2a Stand der BDA-Liste: 2025-06-30 Name: Bildstock GstNr.: 1278/11 Bildstock (Gumpoldskirchen, Badnerstraße)                                                                                        |
| ja   | Datei hochladen | Wegkapelle HERIS-ID: 91740 Objekt-ID: 106584                                                      | bei Gartengasse 1 Standort KG: Gumpoldskirchen | | BDA-Hist.: Q37756347 Status: § 2a Stand der BDA-Liste: 2025-06-30 Name: Wegkapelle GstNr.: .305 |
| ja   | Datei hochladen | Bildstock HERIS-ID: 104546 Objekt-ID: 121356                                                      | nordwestlich des Betriebsgeländes in Guntramsdorf, Gumpoldskirchnerstraße 13 an der Straßenkreuzung, bereits auf Gumpoldskirchner Gebiet Standort KG: Gumpoldskirchen | Der Säulenbildstock steht an der Kreuzung bei der Abzweigung nach Thallern. | BDA-Hist.: Q37801223 Status: § 2a Stand der BDA-Liste: 2025-06-30 Name: Bildstock GstNr.: 2765/5 |
| ja   | Datei hochladen | Volks- und Hauptschule HERIS-ID: 104558 Objekt-ID: 121371                                         | Jubiläumsstraße 23 Standort KG: Gumpoldskirchen | Zweigeschoßiger neoklassizistischer Bau, bezeichnet 1903. Seit die Volksschule einen eigenen Bau hat, ist die Musik-Hauptschule und die Joe-Zawinul-Musikschule im Gebäude untergebracht. | BDA-Hist.: Q37801272 Status: § 2a Stand der BDA-Liste: 2025-06-30 Name: Volks- und Hauptschule GstNr.: 256/4 Elementary school in Gumpoldskirchen                                                                                  |
| ja   | Datei hochladen | Winzergenossenschaft HERIS-ID: 91739 Objekt-ID: 106583                                            | Jubiläumsstraße 43 Standort KG: Gumpoldskirchen | Wirtschafts- und Wohngebäude im Heimatstil mit Schopfwalmdach von 1905/06. Im Auftrag des Vizebürgermeisters der Stadt Wien Josef Strobach (1852–1905) wurde das als Lagerkeller des Wiener Rathauskellers (Luegerkeller) zu nutzende Gebäude von Leopold Fuchs (1868–1920) sowie dem Vöslauer Stadtbaumeister Anton Kainrath (1841–1925) geplant und unter der Bauführung von Josef Pürzl (1852–1930) fertiggestellt. In diesem zur Weinherstellung ausgestatteten Keller konnten 1,5 Millionen Liter gelagert werden. Später war das Gebäude Sitz der Gumpoldskirchner Winzergenossenschaft. Heute befindet sich die Liegenschaft in Privatbesitz. | BDA-Hist.: Q37756337 Status: § 2a Stand der BDA-Liste: 2025-06-30 Name: Winzergenossenschaft GstNr.: .398 |
| ja   | Datei hochladen | Kalkofen HERIS-ID: 104704 Objekt-ID: 121576                                                       | Kalkwerk 2, bei Standort KG: Gumpoldskirchen | Der ursprüngliche Kalkofen an dieser Stelle stammt von 1806 und ging 1857 in den Besitz von Alois Miesbach über. Heinrich Drasche, sein Neffe errichtete diesen Ofen 1869 als Zweischachtofen. Im Jahr 1875 wurde ein größerer Schacht hinzugefügt. Mit Kalkstein beschickt wurde der Ofen durch eine hölzerne Zubringerbrücke in der Gichtebene. (Sie wurde im Jahr 1943 durch einen Sturm weggerissen.) Der Ofen wurde im Jahr 1934 stillgelegt. | BDA-Hist.: Q37801679 Status: Bescheid Stand der BDA-Liste: 2025-06-30 Name: Kalkofen GstNr.: .258 Kalkofen Gumpoldskirchen |
| ja   | Datei hochladen | Mang Karner-Hof HERIS-ID: 102764 Objekt-ID: 119214                                                | Kirchengasse 7 Standort KG: Gumpoldskirchen | 1560 erbautes Hauerhaus mit Durchfahrtshalle und hofseitigem Laubengang | BDA-Hist.: Q37791740 Status: Bescheid Stand der BDA-Liste: 2025-06-30 Name: Mang Karner-Hof GstNr.: .191 |
| ja   | Datei hochladen | Ölbergrelief HERIS-ID: 104252 Objekt-ID: 120905                                                   | Kirchenplatz Standort KG: Gumpoldskirchen | Spätgotisches Relief um 1430 an der Kirchenmauer | BDA-Hist.: Q37799064 Status: § 2a Stand der BDA-Liste: 2025-06-30 Name: Ölbergrelief GstNr.: 365/2 |
| ja   | Datei hochladen | Brücke mit Figurenbildstock hl. Johannes Nepomuk HERIS-ID: 56734 Objekt-ID: 66293                 | bei Kirchenplatz 3 Standort KG: Gumpoldskirchen | Zweibogige Steinbrücke über den noch teilweise erhaltenen Wassergraben von Kirche und Schloss mit Nepomukfigur aus der ersten Hälfte des 18. Jahrhunderts | BDA-Hist.: Q38073320 Status: § 2a Stand der BDA-Liste: 2025-06-30 Name: Brücke mit Figurenbildstock hl. Johannes Nepomuk GstNr.: 2795 Brücke mit Nepomukstatue, Gumpoldskirchen                                                    |
| ja   | Datei hochladen | Wasserversorgungsanlage HERIS-ID: 110245 Objekt-ID: 127925                                        | neben Kirchenplatz 5 Standort KG: Gumpoldskirchen | Gedenkstein an die im Jahr 1846 errichtete und in den Jahren 1904, 1908 1926 und 1931 erweiterte Wasserversorgung. | BDA-Hist.: Q37817840 Status: § 2a Stand der BDA-Liste: 2025-06-30 Name: Wasserversorgungsanlage GstNr.: 365/2 |
| ja   | Datei hochladen | Pfarrhof mit Wirtschaftsgebäude HERIS-ID: 49825 Objekt-ID: 54016                                  | Kirchenplatz 3 Standort KG: Gumpoldskirchen | Zweigeschoßiger spätbarocker Bau, um 1930 umgebaut | BDA-Hist.: Q38036341 Status: § 2a Stand der BDA-Liste: 2025-06-30 Name: Pfarrhof mit Wirtschaftsgebäude GstNr.: .196 Pfarrhof Gumpoldskirchen                                                                                      |
| ja   | Datei hochladen | Katholische Pfarrkirche hl. Michael mit Kirchhof und Wehranlagen HERIS-ID: 59314 Objekt-ID: 70518 | Kirchenplatz 3 Standort KG: Gumpoldskirchen | Ein gotischer Hallenbau aus dem späten 14. Jahrhundert mit vorgestelltem Westturm. | BDA-Hist.: Q1669903 Status: § 2a Stand der BDA-Liste: 2025-06-30 Name: Katholische Pfarrkirche hl. Michael mit Kirchhof und Wehranlagen GstNr.: 2795, 365/2 Pfarrkirche Gumpoldskirchen                                            |
| ja   | Datei hochladen | Deutschordensschloss HERIS-ID: 49826 Objekt-ID: 54017                                             | Kirchenplatz 4 Standort KG: Gumpoldskirchen | Barocker Vierflügelbau, 1931 weitgehend erneuert | BDA-Hist.: Q1206467 Status: § 2a Stand der BDA-Liste: 2025-06-30 Name: Deutschordensschloss GstNr.: 2866, 2867, 2868 Deutschordensschloss Gumpoldskirchen                                                                          |
| ja   | Datei hochladen | Feuerwehrmuseum, ehemaliges Eichamt HERIS-ID: 110244 Objekt-ID: 127924                            | Kirchenplatz 5 Standort KG: Gumpoldskirchen | Das Gebäude diente ursprünglich als Zeughaus der 1869 gegründeten Freiwilligen Feuerwehr. Seit 1994 ist darin ein Feuerwehrmuseum eingerichtet. | BDA-Hist.: Q37817820 Status: § 2a Stand der BDA-Liste: 2025-06-30 Name: Feuerwehrmuseum, ehemaliges Eichamt GstNr.: .265 Feuerwehrmuseum Gumpoldskirchen                                                                           |
| ja   | Datei hochladen | Berghof (Heurigenlokal Melkerhof) HERIS-ID: 49827 Objekt-ID: 54018                                | Kirchenplatz 6 Standort KG: Gumpoldskirchen | Die zweigeschoßige dreiflügelige Anlage aus dem 16./17. Jahrhundert wurde mehrfach umgebaut. | BDA-Hist.: Q38036359 Status: § 2a Stand der BDA-Liste: 2025-06-30 Name: Berghof (Heurigenlokal Melkerhof) GstNr.: .1/1 |
| ja   | Datei hochladen | Bildstock HERIS-ID: 91743 Objekt-ID: 106587                                                       | Mödlingerstraße Standort KG: Gumpoldskirchen | Der Tabernakelbildstock mit dem Quaderaufsatz steht an der Weinstraße nach Mödling. Er ist bezeichnet mit 1608. | BDA-Hist.: Q37756358 Status: § 2a Stand der BDA-Liste: 2025-06-30 Name: Bildstock GstNr.: 2829/1 |
| ja   | Datei hochladen | Josef Schöffel-Denkmal HERIS-ID: 91744 Objekt-ID: 106588                                          | Mödlingerstraße Standort KG: Gumpoldskirchen | Das Denkmal wurde zur Erinnerung an den Bau der Weinstraße von Gumpoldskirchen nach Mödling im Jahr 1896 unter dem Mödlinger Bürgermeister Josef Schöffel errichtet. | BDA-Hist.: Q37756371 Status: § 2a Stand der BDA-Liste: 2025-06-30 Name: Josef Schöffel-Denkmal GstNr.: 2829/1 |
| ja   | Datei hochladen | Pranger HERIS-ID: 104400 Objekt-ID: 121192                                                        | vor Schrannenplatz 1 Standort KG: Gumpoldskirchen | Die ursprüngliche römische Wegsäule wurde im Jahr 1563 als Ersatz für eine einfachere Säule aufgestellt und diente seit damals als Pranger. Die abgebrochene Säule wurde im Jahr 1891 an diesem Platz als Wahrzeichen aufgestellt. | BDA-Hist.: Q37800186 Status: § 2a Stand der BDA-Liste: 2025-06-30 Name: Pranger GstNr.: 365/2 |
| ja   | Datei hochladen | Brunnen HERIS-ID: 104411 Objekt-ID: 121205                                                        | vor Schrannenplatz 4 Standort KG: Gumpoldskirchen | Der Brunnen stand ursprünglich in der Mitte des Schrannenplatzes am Rand des damals noch offen durch den Ort fließenden Baches. | BDA-Hist.: Q37800236 Status: § 2a Stand der BDA-Liste: 2025-06-30 Name: Brunnen GstNr.: 365/6 |
| ja   | Datei hochladen | Rathaus HERIS-ID: 49828 Objekt-ID: 54019                                                          | Schrannenplatz 1 Standort KG: Gumpoldskirchen | Das Rathaus wurde im Jahr 1559 fertiggestellt und stellt neben der Pfarrkirche ein Wahrzeichen des Ortes dar. Man findet es sehr oft auf den Weinetiketten. | BDA-Hist.: Q38036371 Status: § 2a Stand der BDA-Liste: 2025-06-30 Name: Rathaus GstNr.: .9 Rathaus Gumpoldskirchen |
| ja   | Datei hochladen | Ehemaliger Gasthof „Zum Schwarzen Adler“/Biegler Haus HERIS-ID: 33995 Objekt-ID: 31851            | Schrannenplatz 3 Standort KG: Gumpoldskirchen | Zweigeschoßiges Gebäude aus dem 16./17. Jahrhundert, restauriert 1999 | BDA-Hist.: Q37955419 Status: § 2a Stand der BDA-Liste: 2025-06-30 Name: Ehem. Gasthof „Zum Schwarzen Adler“/ Biegler-Haus GstNr.: .30/2, .30/1 Schwarzer Adler, Gumpoldskirchen                                                    |
| ja   | Datei hochladen | Bergerhaus HERIS-ID: 49829 Objekt-ID: 54020                                                       | Schrannenplatz 5 Standort KG: Gumpoldskirchen | Zweigeschoßiges Ackerbürgerhaus, im Kern aus dem 16. Jahrhundert, mehrfach umgebaut, 1982 restauriert. Seit 2010 ist das früher im Haus der Winzergenossenschaft beheimatete Weinmuseum im Bergerhaus untergebracht. | BDA-Hist.: Q38036384 Status: § 2a Stand der BDA-Liste: 2025-06-30 Name: Bergerhaus GstNr.: .185 Bergerhaus Gumpoldskirchen |
| ja   | Datei hochladen | Freigut Thallern HERIS-ID: 59011 Objekt-ID: 69941                                                 | Thallern 203 Standort KG: Gumpoldskirchen | → Hauptartikel : Freigut Thallern f1 | BDA-Hist.: Q1454233 Status: § 2a Stand der BDA-Liste: 2025-06-30 Name: Ehemaliges Freigut Thallern GstNr.: .202, .203, 2767, 2769, 2770, 2771 Freigut Thallern                                                                     |
| ja   | Datei hochladen | Villa/Landhaus HERIS-ID: 33979 Objekt-ID: 31835                                                   | A. Wagnergasse 4 Standort KG: Gumpoldskirchen | Um 1900 von Carl Huber erbaute späthistoristische Häuser mit Fachwerk oder secessionistischer Fassade | BDA-Hist.: Q37955186 Status: Bescheid Stand der BDA-Liste: 2025-06-30 Name: Villa/Landhaus GstNr.: .501 |
| ja   | Datei hochladen | Villa/Landhaus HERIS-ID: 33980 Objekt-ID: 31836                                                   | A. Wagnergasse 6 Standort KG: Gumpoldskirchen | Um 1900 von Carl Huber erbaute späthistoristische Häuser mit Fachwerk oder secessionistischer Fassade | BDA-Hist.: Q37955203 Status: Bescheid Stand der BDA-Liste: 2025-06-30 Name: Villa/Landhaus GstNr.: .362 |
| ja   | Datei hochladen | Villa/Landhaus HERIS-ID: 33981 Objekt-ID: 31837                                                   | A. Wagnergasse 7 Standort KG: Gumpoldskirchen | Um 1900 von Carl Huber erbaute späthistoristische Häuser mit Fachwerk oder secessionistischer Fassade | BDA-Hist.: Q37955219 Status: Bescheid Stand der BDA-Liste: 2025-06-30 Name: Villa/Landhaus GstNr.: .407 |
| ja   | Datei hochladen | Villa/Landhaus HERIS-ID: 33982 Objekt-ID: 31838                                                   | A. Wagnergasse 8 Standort KG: Gumpoldskirchen | Um 1900 von Carl Huber erbaute späthistoristische Häuser mit Fachwerk oder secessionistischer Fassade | BDA-Hist.: Q37955234 Status: Bescheid Stand der BDA-Liste: 2025-06-30 Name: Villa/Landhaus GstNr.: .366 |
| ja   | Datei hochladen | Villa/Landhaus HERIS-ID: 33983 Objekt-ID: 31839                                                   | A. Wagnergasse 10 Standort KG: Gumpoldskirchen | Um 1900 von Carl Huber erbaute späthistoristische Häuser mit Fachwerk oder secessionistischer Fassade | BDA-Hist.: Q37955248 Status: Bescheid Stand der BDA-Liste: 2025-06-30 Name: Villa/Landhaus GstNr.: .367 |
| ja   | Datei hochladen | Villa/Landhaus HERIS-ID: 33984 Objekt-ID: 31840                                                   | A. Wagnergasse 12 Standort KG: Gumpoldskirchen | Um 1900 von Carl Huber erbaute späthistoristische Häuser mit Fachwerk oder secessionistischer Fassade | BDA-Hist.: Q37955262 Status: Bescheid Stand der BDA-Liste: 2025-06-30 Name: Villa/Landhaus GstNr.: .368 |
| ja   | Datei hochladen | Villa/Landhaus HERIS-ID: 33985 Objekt-ID: 31841                                                   | A. Wagnergasse 14 Standort KG: Gumpoldskirchen | Um 1900 von Carl Huber erbaute späthistoristische Häuser mit Fachwerk oder secessionistischer Fassade | BDA-Hist.: Q37955278 Status: Bescheid Stand der BDA-Liste: 2025-06-30 Name: Villa/Landhaus GstNr.: .381 |
| ja   | Datei hochladen | Wohnhaus HERIS-ID: 33986 Objekt-ID: 31842                                                         | A. Wagnergasse 16 Standort KG: Gumpoldskirchen | Um 1900 von Carl Huber erbaute späthistoristische Häuser mit Fachwerk oder secessionistischer Fassade | BDA-Hist.: Q37955293 Status: Bescheid Stand der BDA-Liste: 2025-06-30 Name: Wohnhaus GstNr.: .382 |
| ja   | Datei hochladen | Wohnhaus HERIS-ID: 33987 Objekt-ID: 31843                                                         | A. Wagnergasse 17 Standort KG: Gumpoldskirchen | Um 1900 von Carl Huber erbaute späthistoristische Häuser mit Fachwerk oder secessionistischer Fassade | BDA-Hist.: Q37955307 Status: Bescheid Stand der BDA-Liste: 2025-06-30 Name: Wohnhaus GstNr.: .419 |
| ja   | Datei hochladen | Wohnhaus HERIS-ID: 33988 Objekt-ID: 31844                                                         | A. Wagnergasse 18 Standort KG: Gumpoldskirchen | Um 1900 von Carl Huber erbaute späthistoristische Häuser mit Fachwerk oder secessionistischer Fassade | BDA-Hist.: Q37955321 Status: Bescheid Stand der BDA-Liste: 2025-06-30 Name: Wohnhaus GstNr.: .383 |
| ja   | Datei hochladen | Wohnhaus HERIS-ID: 33989 Objekt-ID: 31845                                                         | A. Wagnergasse 19 Standort KG: Gumpoldskirchen | Um 1900 von Carl Huber erbaute späthistoristische Häuser mit Fachwerk oder secessionistischer Fassade | BDA-Hist.: Q37955335 Status: Bescheid Stand der BDA-Liste: 2025-06-30 Name: Wohnhaus GstNr.: .418 |
| ja   | Datei hochladen | Villa/Landhaus HERIS-ID: 33990 Objekt-ID: 31846                                                   | A. Wagnergasse 20 Standort KG: Gumpoldskirchen | Um 1900 von Carl Huber erbaute späthistoristische Häuser mit Fachwerk oder secessionistischer Fassade | BDA-Hist.: Q37955350 Status: Bescheid Stand der BDA-Liste: 2025-06-30 Name: Villa/Landhaus GstNr.: 393/4 |
| ja   | Datei hochladen | Wohnhaus HERIS-ID: 33992 Objekt-ID: 31848                                                         | K. Schellmanngasse 13 Standort KG: Gumpoldskirchen | Um 1900 von Carl Huber erbaute späthistoristische Häuser mit Fachwerk oder secessionistischer Fassade | BDA-Hist.: Q37955380 Status: Bescheid Stand der BDA-Liste: 2025-06-30 Name: Wohnhaus GstNr.: .387 |
| ja   | Datei hochladen | Villa/Landhaus HERIS-ID: 33991 Objekt-ID: 31847                                                   | K. Schellmanngasse 15 Standort KG: Gumpoldskirchen | Um 1900 von Carl Huber erbaute späthistoristische Häuser mit Fachwerk oder secessionistischer Fassade | BDA-Hist.: Q37955366 Status: Bescheid Stand der BDA-Liste: 2025-06-30 Name: Villa/Landhaus GstNr.: .364 |
| ja   | Datei hochladen | Bürgerhaus HERIS-ID: 33996 Objekt-ID: 31852                                                       | Wienerstraße 8 Standort KG: Gumpoldskirchen | Das Gebäude mit Durchfahrt stammt im Kern aus dem 16./17. Jahrhundert, seit 1720 Backhaus. Im Jahr 1845 wurde das Backrecht auf das Haus Nr. 49 übertragen. | BDA-Hist.: Q37955432 Status: Bescheid Stand der BDA-Liste: 2025-06-30 Name: Bürgerhaus GstNr.: .121 |
| ja   | Datei hochladen | Ehem. Moserhof oder Freihof HERIS-ID: 92395 Objekt-ID: 107329                                     | Wienerstraße 53 Standort KG: Gumpoldskirchen | Hof mit Haupttrakt aus dem 17. Jahrhundert und spätgotischem Kern. Das Gebäude war der ehemalige Freihof des Wiener Bürgermeisters Daniel Moser. | BDA-Hist.: Q37759998 Status: Bescheid Stand der BDA-Liste: 2025-06-30 Name: Ehem. Moserhof oder Freihof GstNr.: 52 Moserhof Gumpoldskirchen                                                                                        |
| ja   | Datei hochladen | Kalvarienberg HERIS-ID: 104547 Objekt-ID: 121357                                                  | in der Nähe von Kirchenplatz 4 Standort KG: Gumpoldskirchen | Nachdem Gumpoldskirchen von der Cholera-Epidemie im Jahr 1856 verschont blieb, wurde der Kalvarienberg mit historistischen und neugotischen Wegkapellen und einer Kreuzkapelle errichtet. | BDA-Hist.: Q37801232 Status: § 2a Stand der BDA-Liste: 2025-06-30 Name: Kalvarienberg GstNr.: 2106/1 |
| ja   | Datei hochladen | Wiener Neustädter Kanal HERIS-ID: 100937 Objekt-ID: 117218                                        | Brücke der Wienerstraße über den Kanal Standort KG: Gumpoldskirchen                                                                                                   | Der Wiener Neustädter Kanal wurde 1803 in Betrieb genommen und bis auf 63 km erweitert. Ursprünglich war er bis Triest geplant. Teile der Trasse wurden später zu Bahnstrecken umgewandelt, so dass der Warenverkehr ab 1879 stark zurückging. Der Kanal führt heute durch das Industriegebiet von Gumpoldskirchen. | BDA-Hist.: Q64485509 Status: Bescheid Stand der BDA-Liste: 2025-06-30 Name: Wiener Neustädter Kanal GstNr.: 1745/1, 1745/2, 1865/1, 1865/2, 1866/1, 1866/3, 1867/1, 1867/2, 1867/3, 1868/2, 1868/4, 2792/2 Wiener Neustädter Kanal |
| ja   | Datei hochladen | Teil der I. Wiener Hochquellenwasserleitung HERIS-ID: 111375 Objekt-ID: 129207                    | Querung mit der Mödlinger Straße Standort KG: Gumpoldskirchen | Die I. Wiener Hochquellenwasserleitung ist ein Teil der Wiener Wasserversorgung und war die erste Versorgung von Wien mit einwandfreiem Trinkwasser. Nach vierjähriger Bauzeit wurde die 95 Kilometer lange Leitung am 24. Oktober 1873 eröffnet. Auf Gumpoldskirchner Gemeindegebiet befindet sich der Einsteigturm 41. | BDA-Hist.: Q64765584 Status: Bescheid Stand der BDA-Liste: 2025-06-30 Name: Teil der 1. Wiener Hochquellenleitung GstNr.: 178 |